# Víctor De Gennaro
Víctor Norberto De Gennaro (Lanús, 29 de septiembre de 1948) es un dirigente gremial y social de relevancia en la vida política y social argentina desde mediados de la década del '80. Como sindicalista fue elegido secretario General de la Asociación Trabajadores del Estado (ATE) y fue uno de los fundadores de la Central de Trabajadores de la Argentina (CTA). Fue diputado nacional por el partido Instrumento Electoral por la Unidad Popular por la provincia de Buenos Aires, electo durante las elecciones de 2011 y precandidato a Presidente de la Nación por el Frente Popular en las elecciones de 2015. Desde el 2021 es concejal del partido bonaerense de Lanús por el Frente Popular Lanusense dentro del Frente de Todos.

## Biografía

### Comienzos
Nació y vive en la localidad de Lanús, provincia de Buenos Aires. Terminó sus estudios de maestro normal en 1965. En 1966 ingresa a la Secretaría de Minería de la Nación. 
En 1973 es electo secretario General de la Junta Interna de Delegados de esta repartición pública de la Asociación Trabajadores del Estado. En 1975 es electo vocal del Consejo Directivo Nacional de la ATE y secretario de Organización y Gremial de ATE seccional Capital Federal. 

### Resistencia a la dictadura militar (1976-1983)
En 1976, tras el golpe de Estado, es despedido de su lugar de trabajo por la dictadura y durante algunos años trabaja como canillita en un kiosco de diarios y revistas. En diciembre de 1976, el secretario de ATE, Juan Hovath, decide expulsar al referente rosarino Héctor Quagliaro. Esto motiva la creación de una agrupación opositora a la conducción de ATE, que comienza a tomar forma con los viajes que realizan Luis Vila, De Gennaro y Germán Abdala a la casa de Quagliaro en Rosario en 1977.
El 10 de diciembre de 1977, se reúnen menos de 30 sindicalistas peronistas y dicen formar la Agrupación Nacional Unidad y Solidaridad de la Asociación Trabajadores del Estado (ANUSATE) con el objetivo de recuperar ATE, reoganizar la CGT y lograr la vuelta del peronismo al poder. La agrupación formaba parte del grupo de Los 25, que se oponía a la dictadura, en contraposición con la Comisión Nacional del Trabajo (CNT) que se mostraban dialoguistas.
El 30 de marzo de 1982 la CGT Brasil convoca a un paro general y moviliza a Plaza de Mayo. La represión no se hace esperar y esa noche cientos de compañeros duermen en las cárceles de la dictadura y en Mendoza es asesinado por la represión el obrero Benedicto Ortiz. De Gennaro comenta los hechos de ese día:

“El 30 de marzo fue un vendaval. Miles y miles de trabajadores en ese día de 1982, expresamos el repudio a la dictadura militar por las calles de la ciudad de Buenos Aires. No esperábamos ni tanta gente ni tantos palos cuando enfilábamos para Plaza de Mayo. Era cierto, la dictadura ya venía en caída, y el año anterior probamos lo que significaba ganar las calles, cuando Saúl Ubaldini encabezaba nuestra columna en la llegada a San Cayetano el 7 de agosto de 1981; trataron de frenarnos en la cancha de Vélez Sársfield, pero se terminó doblegando a la fuerza policial...". "La tenían que parar, como fuera, pero ya los días de la dictadura estaban contados."
Victor De Gennaro

### Secretario General de ATE
A lo largo de estos años ANUSATE fue creciendo en todas las provincias. Luego de la Guerra de Malvinas, la dictadura retrocede y se realizan las elecciones nacionales en las que resulta elegido Raúl Alfonsín. Recuperada la democracia, el 6 de noviembre de 1984 se realizan las elecciones en ATE en las que resulta vencedora la Lista Verde - ANUSATE que lleva como secretario General a De Gennaro y adjunto a Manuel Sbarbatti, y en la seccional Capital a Germán Abdala. 
En 1987 fue reelegido al frente de ATE, acompañado por Osmar Zapata de la fábrica militar de Villa María, Córdoba.
Durante el primer intento de normalización de la CGT, Víctor De Gennaro, en representación de ATE, integró como vocal la conducción de la Central Obrera. Más tarde fue Secretario de Prensa en la ya dividida CGT de la sede Azopardo. 

### El surgimiento de la CTA
La asunción de Carlos Menem como presidente de la nación en 1989 marcó un punto de quiebre en la trayectoria política de De Gennaro. Al oponerse a las medidas neoliberales llevadas adelante por el gobierno peronista decidió romper con el Partido Justicialista. ATE, junto a otros gremios opositores, formó la Central de Trabajadores de la Argentina (CTA) en 1992, abandonando de esta forma la CGT.
En 1994 la lista verde es elegida por tercera vez consecutiva en ATE, consagrando la fórmula integrada por Víctor De Gennaro y Juan González. También se llevaron adelante elecciones en el CTA, por el voto directo y secreto de sus afiliados, que consagró en la conducción de la Central a Víctor De Gennaro y Marta Maffei. De Gennaro ocuparía este puesto hasta 2006.

### Formación del Partido Unidad Popular - Asunción como diputado nacional y concejal de Lanús
En 2011 se constituye el partido Instrumento Electoral por la Unidad Popular (UP) en la provincia de Buenos Aires, con el cual De Gennaro integró el Frente Amplio Progresista que llevó a Hermes Binner como candidato presidencial. Las elecciones nacionales de ese año dieron al FAP el segundo lugar en el país, y a Víctor De Gennaro el ingreso como diputado nacional por Buenos Aires. Luego de su asunción en el Congreso de la Nación Argentina, De Gennaro junto a Claudio Lozano, Graciela Iturraspe, Liliana Parada y Antonio Riestra conforman el Bloque Unidad Popular, que a su vez integraba el interbloque del Frente Amplio Progresista. Dicho acuerdo duró hasta el año 2013, cuando algunos partidos del FAP impulsaron el ingreso de la UCR al frente, situación que Unidad Popular no aceptó y dio por disuelto el Frente Amplio Progresista.
Tras esta ruptura, el partido presidido por De Gennaro conforma el Frente Popular Democrático y Social (Podemos), en alianza con el Partido del Trabajo y el Pueblo (PTP) y con el Movimiento Socialista de los Trabajadores (MST), frente que en Buenos Aires postuló a la docente Marta Maffei para diputada nacional.
En 2014, el Frente Popular formaliza la fórmula Víctor de Gennaro - Evangelina Codini para competir por la presidencia de la Nación en las Elecciones 2015. Sin embargo, en las elecciones primarias de agosto de 2015 el frente no llegó al mínimo del 1,5% de los votos, por lo que no participó de las elecciones de octubre.
En mayo de 2019, De Gennaro y su partido el Instrumento Electoral por la Unidad Popular anunciaron el apoyo a la fórmula Alberto Fernández - Cristina Fernández de Kirchner (Frente de Todos) en las elecciones de 2019, a la vez que se sumaron como partido integrante de la coalición al Frente de Todos.
En diciembre de 2021, logra una banca como concejal en el Municipio de Lanús, tras formar parte de la lista del Frente de Todos, que encabezó Julián Álvarez, y que obtuvo el 40,29% del padrón activo, poco detrás de la victoriosa del oficialismo, que llevó a cabo Damián Sala (41,11%).